# 競象
競象（英: Elephant racing）は、世界各地で開催されている珍しいスポーツ行事であり、その多くはアジアで開催されている。競馬が行われた最も古い記録はベトナムのものである。20世紀に入ると、1920年にドイツで主要な行事となり、1982年にはネパールで観光の利益から組織化された国際競象が開催された。
アフガニスタンでは一般的な動物競走である。真っ直ぐで長い鼻は、ゾウがゴールラインを越えるための重要な要素である。競馬よりも長い時間を要するが、どの観客にも動物の姿をはっきりと見える。